# Susanne Schmidt (regatista)
Susanne Schmidt es una deportista alemana que compitió para la RFA en vela en la clase Laser Radial. Ganó una medalla de bronce en el Campeonato Europeo de Laser Radial de 1980.

## Palmarés internacional
| Campeonato Europeo | Campeonato Europeo | Campeonato Europeo | Campeonato Europeo |
| Año                | Lugar              | Medalla            | Clase              |
| ------------------ | ------------------ | ------------------ | ------------------ |
| 1980               | Lemvig (Dinamarca) | Medalla de bronce  | Laser Radial       |